# Crinoline

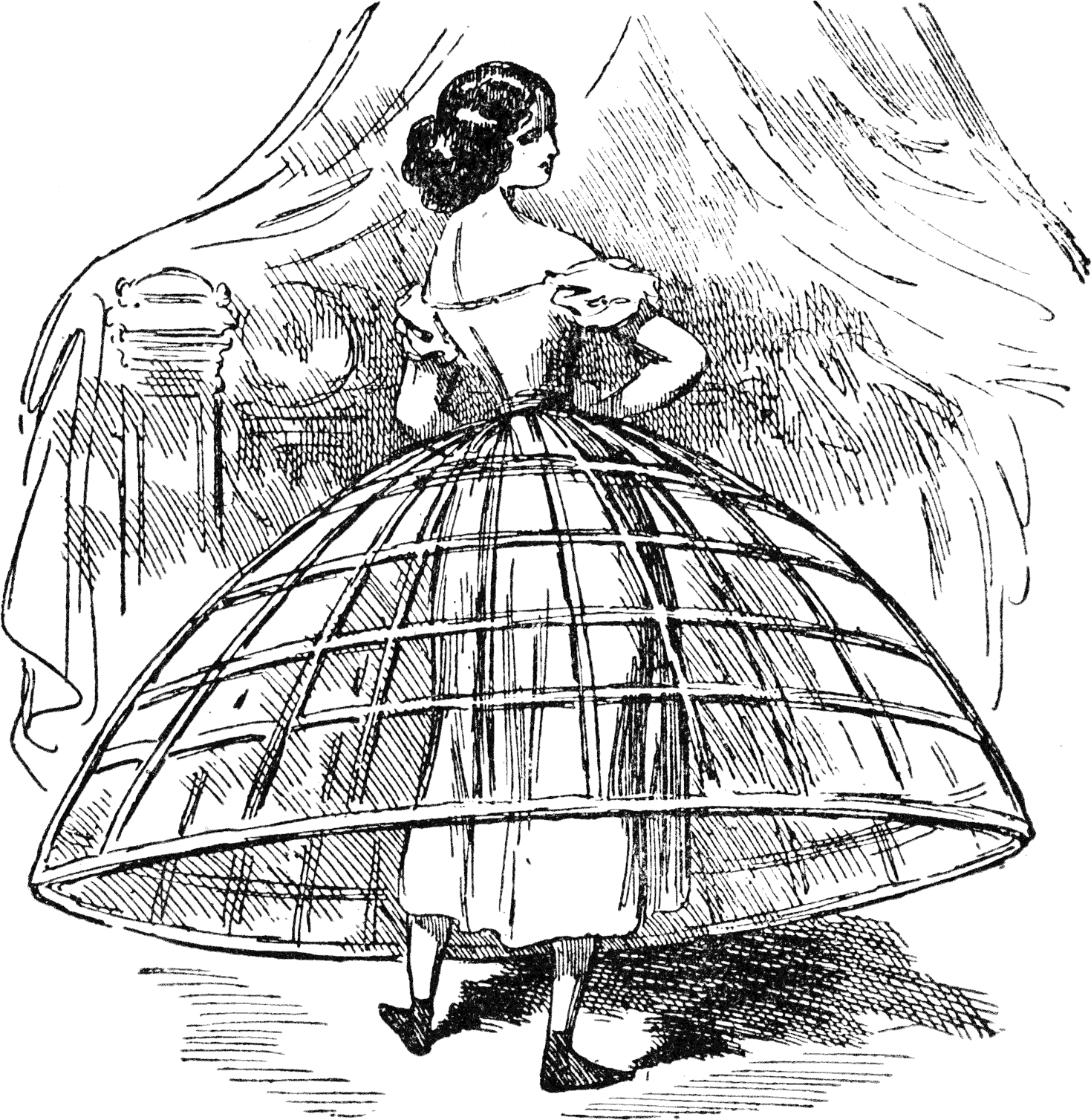
Crinoline

Een crinoline of hoepelrok is een kledingstuk dat door vrouwen in de periode 1850-1870 gedragen werd om de vorm van de kleding een steeds wijdere ('vrouwelijker') klokvorm te geven. De functie is gelijkaardig aan die van de paniers, een type hoepelrok uit de 18e eeuw.

## Geschiedenis
In de loop van de 19e eeuw werd de mode voor de vrouw steeds smaller en strakker in de taille en wijder aan de onderkant. Om dit te bewerkstelligen werd vanaf 1840 een crin van steeds meer onderrokken verstevigd met paardenhaar gedragen, maar op den duur werd dit zeer zwaar. Daarom kwam de crinoline in zwang. De rok van de japon werd nu gedrapeerd over de crinoline, een kooiconstructie van soepele stalen hoepels die van het middel naar beneden hing. Deze was veel lichter dan de vroegere veelheid aan petticoats en onderrokken, die dezelfde functie hadden. Ze kon daardoor enorme proporties aannemen. Grote hoeveelheden stof, vol met linten, strikken, stroken en bloemen waren nodig om er modieus uit te zien. In een dergelijke rok kon wel 40 meter stof verwerkt zijn.
Toen keizer Napoleon III in 1853 trouwde met Eugénie de Montijo kwam de hoepelrok helemaal in de mode. Zij werd vanaf 1855 in heel Europa nagevolgd, toen ze een hoepelrok droeg om haar zwangerschap te verbergen.
De rok was echter onpraktisch, want vrouwen die hem droegen namen veel plaats in. Dit leidde tot problemen op straat, maar ook in de kerkbanken. Bovendien was de rok gevaarlijk. Als een vrouw ongemerkt met een hoepelrok in de buurt van vuur kwam, kon de rok vlamvatten en stond hij snel in lichterlaaie. Door de enorme rokken konden vrouwen zich ook slecht redden in een noodsituatie, zoals bleek bij een brand op 8 december 1863 in de Iglesia de la Compañia in Santiago. Circa 2000 vrouwen in hoepelrokken kwamen daarbij om, doordat zij zich niet snel uit de voeten konden maken en met elkaar verward raakten. Vanwege ongelukken in fabrieken werd het vrouwen verboden om de rokken te dragen tijdens hun werk.

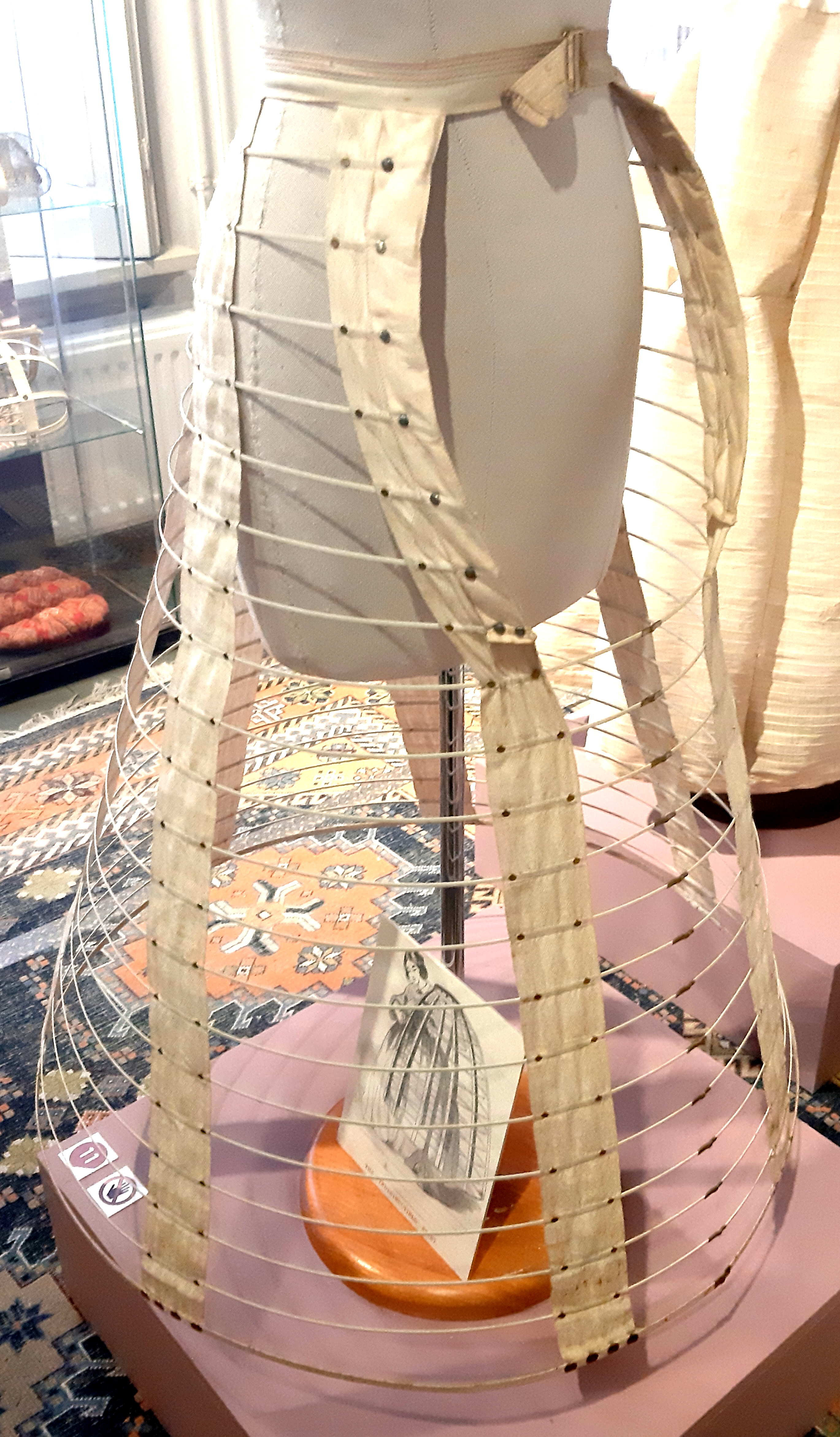
Stalen crinoline 1860-1865

De modetrend maakte in de jaren 1870 plaats voor de crinolette en bustle. Hoepelrokken maakten een rentree in de westerse mode tijdens de Eerste Wereldoorlog en op het einde van de jaren 30. Na de Tweede Wereldoorlog brachten ontwerpers als Christian Dior, met zijn New Look, de crinoline terug. Hoewel de hoepelrok later in de 20e en 21e eeuw opnieuw in de haute couture geïntroduceerd is, heeft hij geen wijde verspreiding meer. Alleen voor avond- en trouwjurken worden soms nog crinolines gebruikt.